# Эликон-3
Элико́н-3 — советский малоформатный автоматический шкальный фотоаппарат из семейства унифицированных фотоаппаратов со встроенными фотовспышками (БелОМО).
К этому семейству относятся фотоаппараты «Эликон-4», «Эликон-35С», имеющие некоторые конструктивные отличия (тип объектива, способ установки экспозиции).
На камерах «Эликон» впервые в СССР применена встроенная фотовспышка.

## Технические характеристики
- Применяемый фотоматериал — 35-мм перфорированная фотоплёнка типа 135 в стандартных кассетах.
- Размер кадра — 24×36 мм.
- Объектив «Минар» 4/35, несменный, резьба под светофильтр М46×0,75. Фокусировка по шкале расстояний (символов). Пределы фокусировки от 1,7 м до бесконечности.
- Курковый взвод затвора и перемотки плёнки. Курок имеет два положения — транспортное и рабочее.
- Имеется блокировка спусковой кнопки при хранении и переноске.
- Видоискатель оптический, со подсвеченными рамками для указания границ кадра и компенсации параллакса.
- Механический центральный затвор с единственной выдержкой 1/125 сек.
- Встроенная фотовспышка, включение фотовспышки при выдвижении её в рабочее положение. Крепление для внешней фотовспышки и синхроконтакт отсутствует.
- Корпус пластмассовый с откидной задней крышкой. Счётчик кадров самосбрасывающийся.
- Обратная перемотка плёнки типа рулетка.

## Принцип работы аппарата
- Источник питания фотоаппарата — два элемента АА (элемент 316).
- Установка светочувствительности фотоплёнки кольцом, расположенным на передней поверхности оправы объектива.
- Фотоаппарат «Эликон-3» — автомат с приоритетом единственной выдержки. Экспонометрическое устройство с сернисто-кадмиевым (CdS) фоторезистором. Экспокоррекция возможна только изменением значения светочувствительности фотоплёнки. При применении светофильтров автоматически вносятся поправки на их плотность.
- Механический затвор отрабатывает единственную выдержку 1/125 сек. Диафрагма устанавливается экспонометрическим устройством. Выдержка «В» отсутствует.
- При выдвижении фотовспышки происходит её автоматическое включение. Диафрагма объектива устанавливается в зависимости от светочувствительности фотоплёнки и расстояния до объекта съёмки (при вращении кольца наводки на резкость изменяется диафрагма объектива).
- В поле зрения видоискателя расположены светодиоды контроля экспонометрического устройства и расположенная рядом с окуляром неоновая лампа готовности фотовспышки.

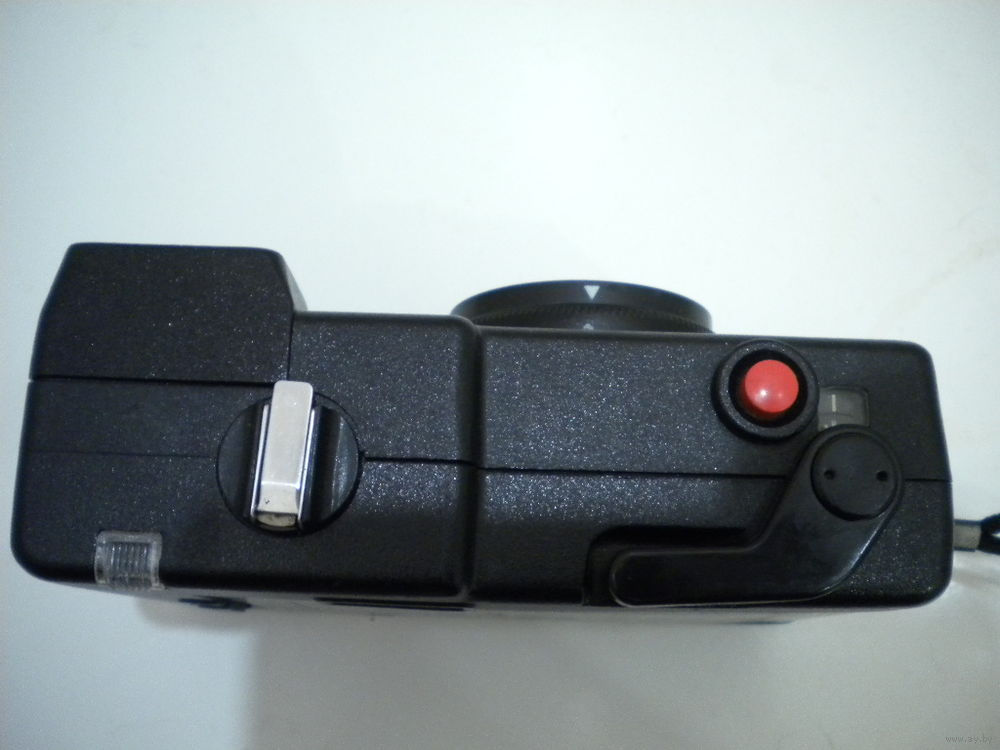
Верхняя панель
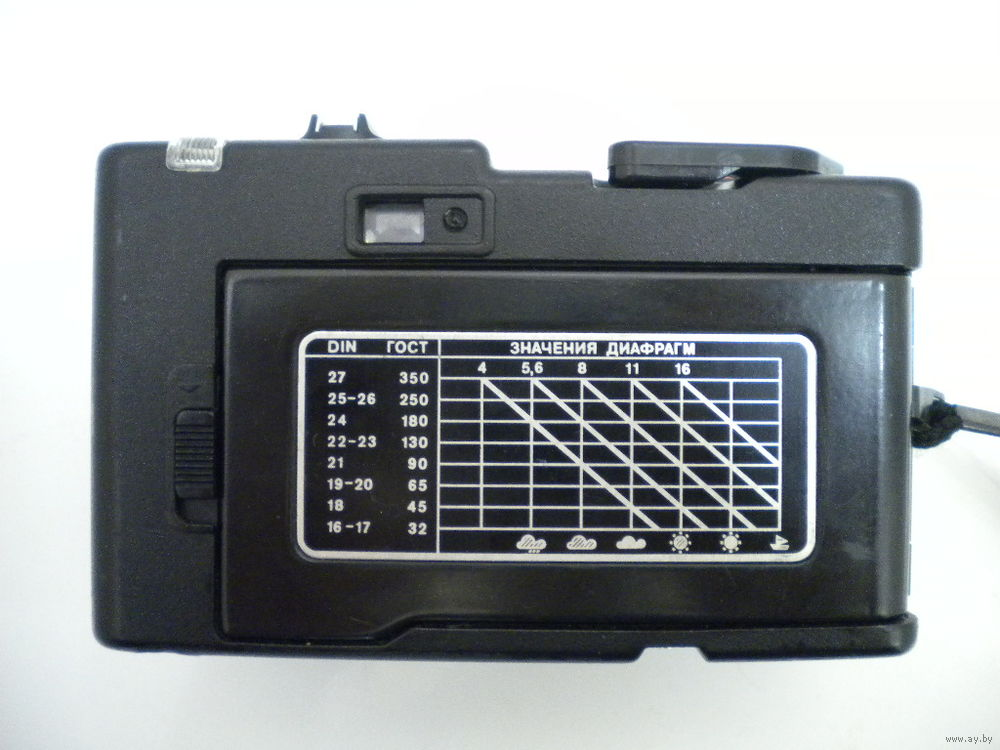
Табличный экспонометр на задней стенке
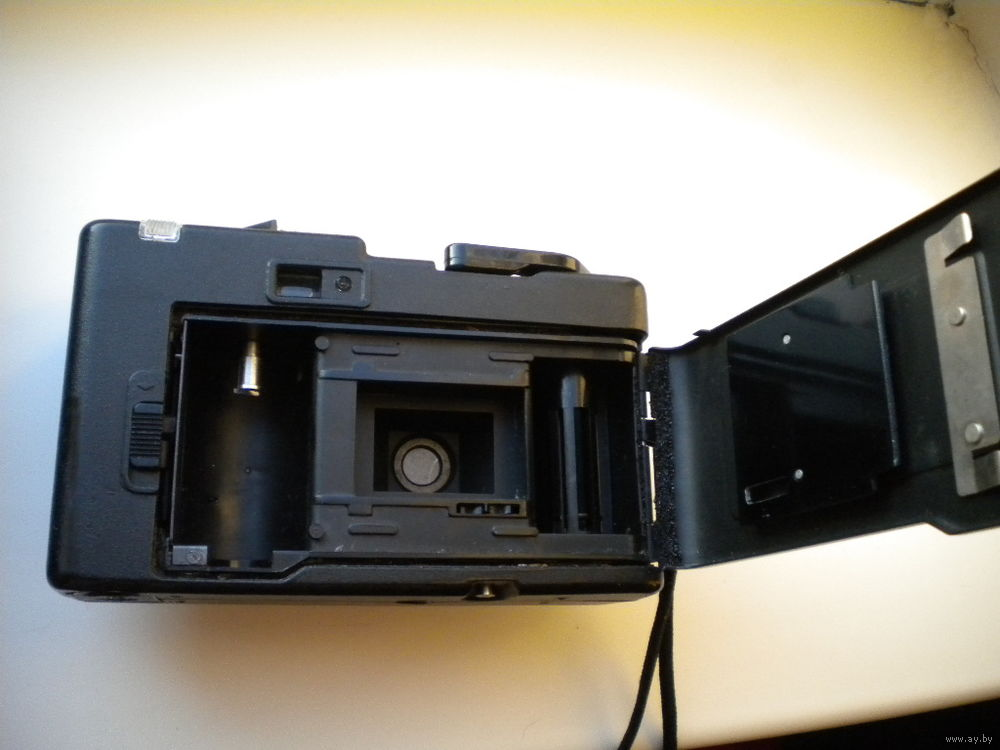
Задняя стенка открыта